# Herencia holándrica
Término utilizado para definir el tipo de herencia en el cual los genes, encontrados en el cromosoma Y, son directamente traspasados a los descendientes masculinos. Esto sucede puesto que el cromosoma Y solo puede provenir del macho (al menos en la especie humana), ya que la hembra carece de este dentro de su genotipo.
Dentro de esta categoría se encuentran características como el desarrollo de los testículos y otros caracteres sexuales masculinos. Anteriormente, se han mencionado otras como la hipertricosis auricular, las membranas interdigitales pero análisis genealógicos posteriores han descartado que este sea el modo de herencia que siguen estas características.